# Budals kommun
Budals kommun (norska: Budal kommune) var en kommun i Sør-Trøndelag fylke i Norge. Kommunen omfattade ett område i den södra delen av nuvarande Midtre Gauldals kommun (den inre delen av Budalen) och gränsade till Hedmark fylke i söder. Byn Enodden utgjorde kommunens centralort.
Området utgör idag en socken i Gauldals prosteri i Nidaros stift inom Norska kyrkan. 

## Administrativ historik
Budals kommun upprättades 1879 genom utbrytning ur Størens kommun. Kommunen hade 585 invånare vid upprättandet.
Obebodda områden (med fäbodar och slåtterängar) överfördes från Singsås och Størens kommuner till Budals kommun.
Den 1 januari 1964 gick kommunen, tillsammans med kommunerna Singsås, Soknedal och Støren, upp i den då nybildade Midtre Gauldals kommun. Kommunens hade då 529 invånare.

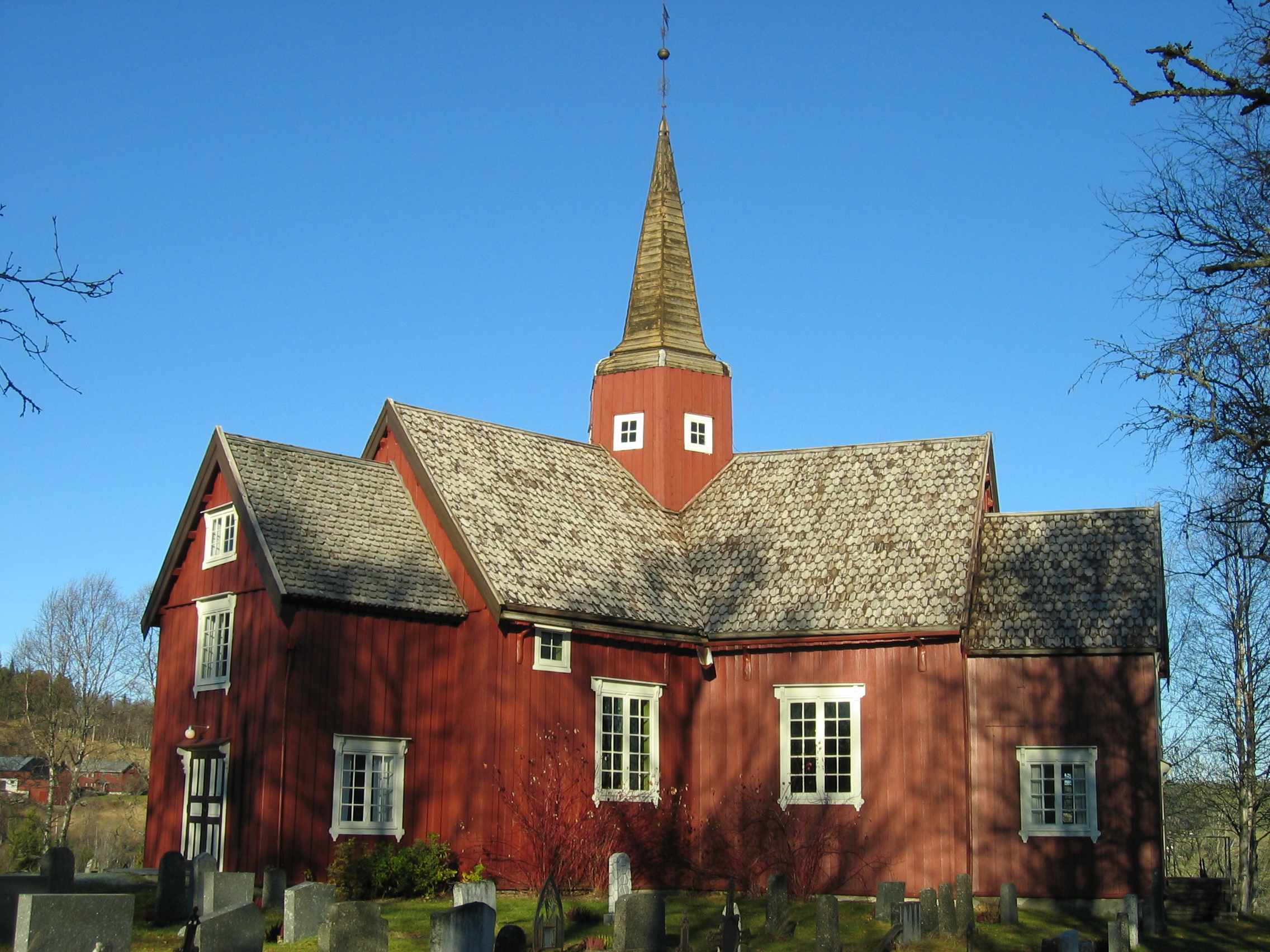
Budals kyrka.